# Notaeolidia
Famille
Genre
Notaeolidia, unique représentant de la famille des Notaeolidiidae, est un genre de mollusques de l'ordre des nudibranches.

## Liste des espèces
Selon World Register of Marine Species, on compte trois espèces :
- Notaeolidia depressa Eliot, 1907
- Notaeolidia gigas Eliot, 1905
- Notaeolidia schmekelae Wägele, 1990